# 朝日ラバー
株式会社朝日ラバー（あさひラバー、英: ASAHI RUBBER INC.）は、埼玉県さいたま市大宮区土手町に本社を置く、工業用ゴム製品や医療・衛生用ゴム製品の製造・販売するメーカーである。

## 概要
朝日ラバーは、ゴムやシリコーンなどのソフトマテリアルを使用した製品を製造・販売している。主に自動車関連製品、情報通信関連製品、スポーツ関連製品、医療・介護製品を中心とした事業を展開している。
企業名の由来は、洋上に昇る朝日のごとく発展したいという思いで名付けられているが、企業名が「あ（A）」から始まっていることから、五十音順（アルファベット順）に会社が並んだ場合に早くに登場して目につきやすい、ということも狙って付けられた。

## 沿革
- 1970年 5月 - 有限会社朝日ラバーとして創業。
- 1976年 6月 - 株式会社朝日ラバーを設立。
- 1986年10月 - 彩色用ゴム製品・弱電用高精密ゴム製品を生産する福島工場（福島県西白河郡）を新設。
- 1987年4月 - 株式会社ファインラバー研究所（現在の株式会社朝日FR研究所）を設立。
- 1995年4月 - 大阪営業所（大阪府大阪市）を開設。
- 1998年9月 - 株式を店頭公開（現在の大阪証券取引所ジャスダック市場）
- 1998年10月 - ISO9001を認証取得。
- 1999年6月 - アメリカに現地法人 「ARI INTERNATIONAL CORP.」（米国イリノイ州）を開設。
- 2000年3月 - ISO140001を認証取得。
- 2002年3月 - 医療工場として第二福島工場を新設。
- 2004年6月 - 中国・アジア向け拠点として、上海駐在事務所を開設。
- 2005年11月 - 中国香港に朝日橡膠（香港）有限公司を設立。
- 2006年4月 - 中国広東省東莞市に来料加工工場設立。
- 2006年11月 - 彩色用ゴム製品を生産する白河工場（福島県白河市）を新設。
- 2010年7月 - 中国広東省に東莞朝日精密橡膠制品有限公司を設立。
- 2012年1月 - 中国上海市に朝日科技（上海）有限公司を設立。

## 主要事業所
- 本社・大宮営業所 - 埼玉県さいたま市大宮区土手町2-7-2
- 大阪営業所 - 大阪府大阪市中央区久太郎町3-1-29 本町武田ビル4階
- 名古屋営業所 - 愛知県名古屋市中村区名駅南1-16-25 第3森ビル6階
- 福島工場 - 福島県西白河郡泉崎村大字泉崎字坊頭窪1
- 第二福島工場 - 福島県西白河郡泉崎村大字泉崎字山崎山1-3
- 白河工場・白河第二工場 – 福島県白河市萱根月ノ入1-21

## 関係会社
- ARI INTERNATIONAL CORPORATION（アメリカ）
- 株式会社朝日FR研究所
- 朝日橡膠（香港）有限公司（中華人民共和国）
- 東莞朝日精密橡膠制品有限公司（中華人民共和国）
- 朝日科技（上海）有限公司（中華人民共和国）

## 主な製品・事業

### LED関連製品
ASA COLOR LED
青色LEDに蛍光体を配合したキャップを被せることにより、10,000色を超えるカラーバリエーションと色調バラツキの低減できる。主に自動車のメーター・カーオーディオの照明用光源やLED照明に採用されている。
ASA COLOR LENS
シリコーンをベースとしたLED用の集光・拡散レンズ。熱に強い、耐UV性に優れているなどが特長。主に自動車用VICS受発信や赤外線センサー、携帯電話用・デジカメ用のフラッシュレンズとして使われている。
ASA COLOR RESIST INK
反射率95%以上の特性を持った業界初のシリコーン製白色レジスト材。「半導体・オブ・ザ・イヤー2011」の半導体用電子材料部門で優秀賞を受賞した。

### 微小圧コントロールバルブ
燃料電池・二次電池の容器内で発生したガスにより容器内に過剰圧力が発生すると、圧力に応じてゴムが変形し、外部に圧力を逃がす調圧弁。

### 電磁波制御体（ラバーファントム）
シリコーンゴムと特殊なカーボンナノチューブを主な材料にした電波測定用の擬似人体。携帯電話などの電子機器を使用したとき、人が近くにいると電磁波がどのように放射されるのかを測定できる。

### 医療・介護関連製品
介護用のプロテクターや各種インソールなどに使用されている通気性・透湿度に優れ、高い衝撃吸収性を持った発泡体（サポラス）や点滴輸液バッグ用や真空採血管などのゴム栓といった医療現場で用いられるディスポーザブル商品。

### その他製品
自動車のノックセンサーやドアミラーの電動式稼動部分の防水用途に使われるOリングや卓球ラケット用のラバーなど。